# Bildungsdirektion für Wien
Die Bildungsdirektion für Wien, bis Ende 2018 Stadtschulrat für Wien (SSR), ist ein Organ der Schulbehörde. Bildungsdirektionen bestehen auch in den anderen acht Bundesländern Österreichs, bis Ende 2018 wurden diese als Landesschulräte bezeichnet.

## Organisation
Die Bildungsdirektion für Wien vollzieht sämtliche Angelegenheiten des Art. 14 B-VG (ausgenommen das in die Vollziehungskompetenz der Länder fallende Kindergarten- und Hortwesen sowie Zentrallehranstalten im Bundeskompetenzbereich) und somit auch das Dienstrecht und das Personalvertretungsrecht sowohl der Bundes- und Landeslehrer als auch jenes der sonstigen Bundesbediensteten für öffentliche Schulen (ausgenommen der land- und forstwirtschaftlichen Schulen), ebenso die äußere Schulorganisation und die Schulaufsicht. Weiters fällt zur Sicherstellung der qualitätsvollen Erfüllung der Aufgabe der österreichischen Schule auch die Qualitätssicherung, die Schulaufsicht sowie ein umfassendes Bildungscontrolling in den Aufgabenbereich.
Der Behördenleiter wird vom Minister jeweils im Einvernehmen mit dem Landeshauptmann, daher in Wien derzeit mit Bürgermeister Michael Ludwig, bestimmt. Heinrich Himmer, bis Ende 2018 amtsführender Präsident des Stadtschulrates für Wien, war 2017 Nachfolger von Jürgen Czernohorszky, der zum Bildungsstadtrat in Landesregierung und Stadtsenat Ludwig I aufstieg. Himmer legte seine Funktion mit Ende Juni 2024 wegen seine Kandidatur bei der Nationalratswahl 2024 zurück. Ihm folgte interimistisch Arno Langmeier. Im Februar 2025 folgte Elisabeth Fuchs.

### Sitz

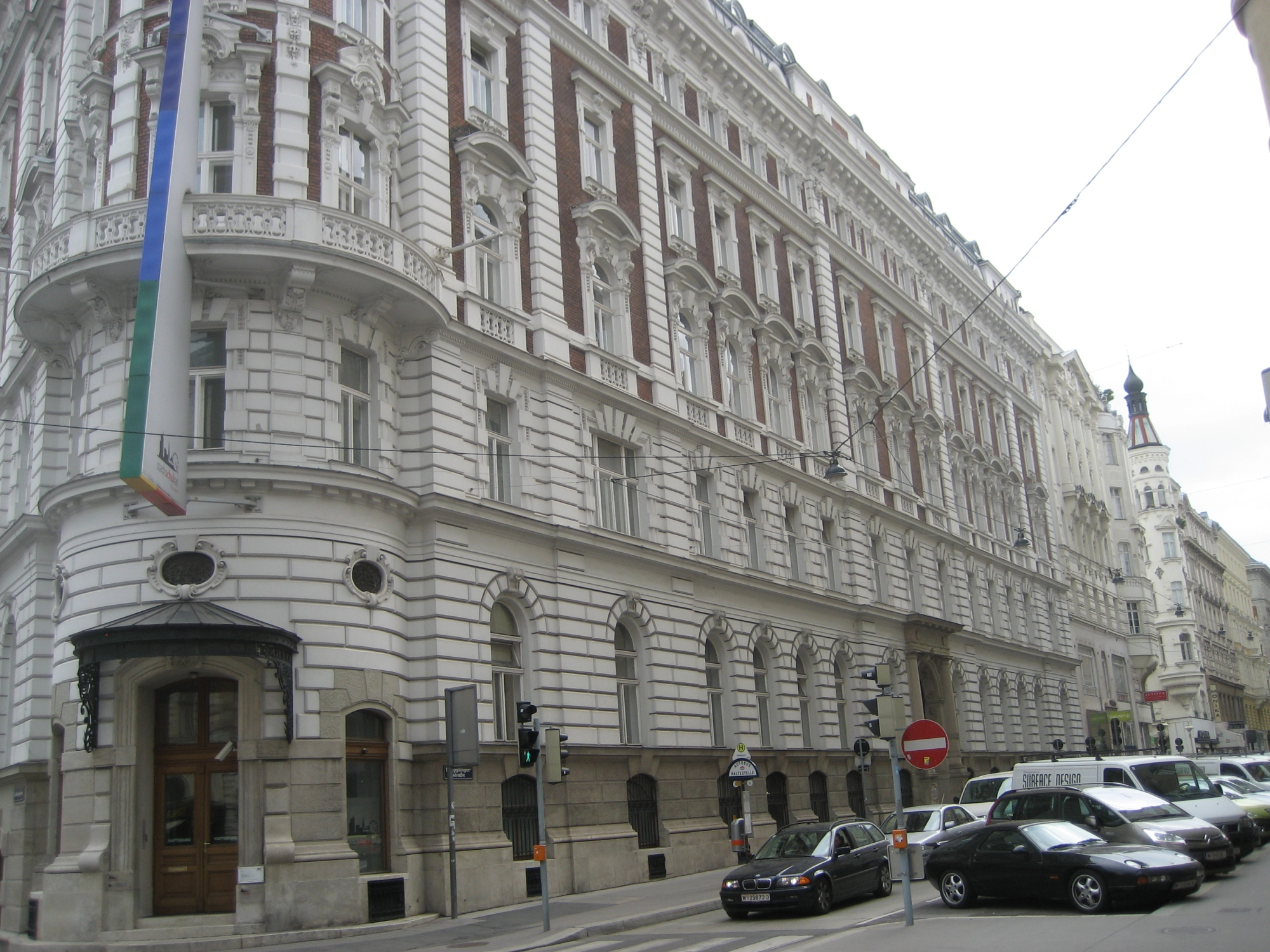
Sitz der Bildungsdirektion für Wien in der Wipplingerstraße

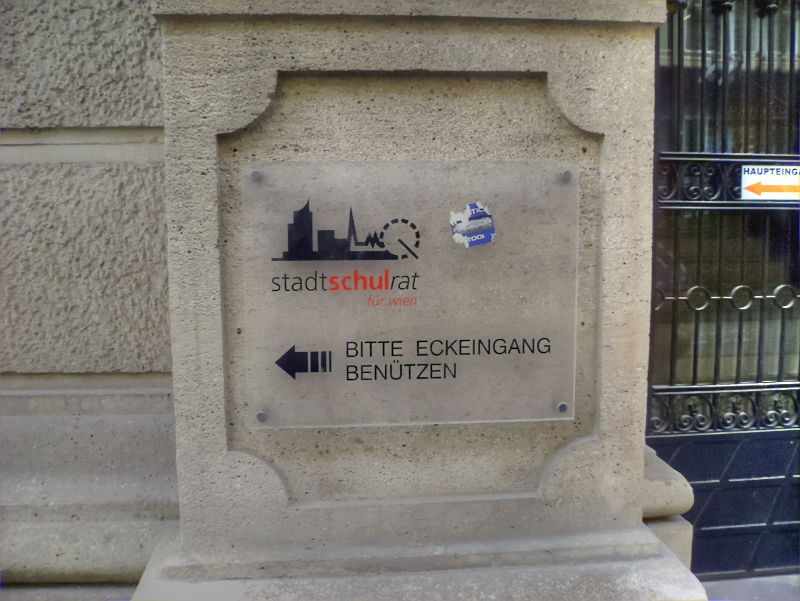
Ehemaliges Logo des Stadtschulrats für Wien, seit Anfang 2019 Bildungsdirektion für Wien in der Wipplingerstraße

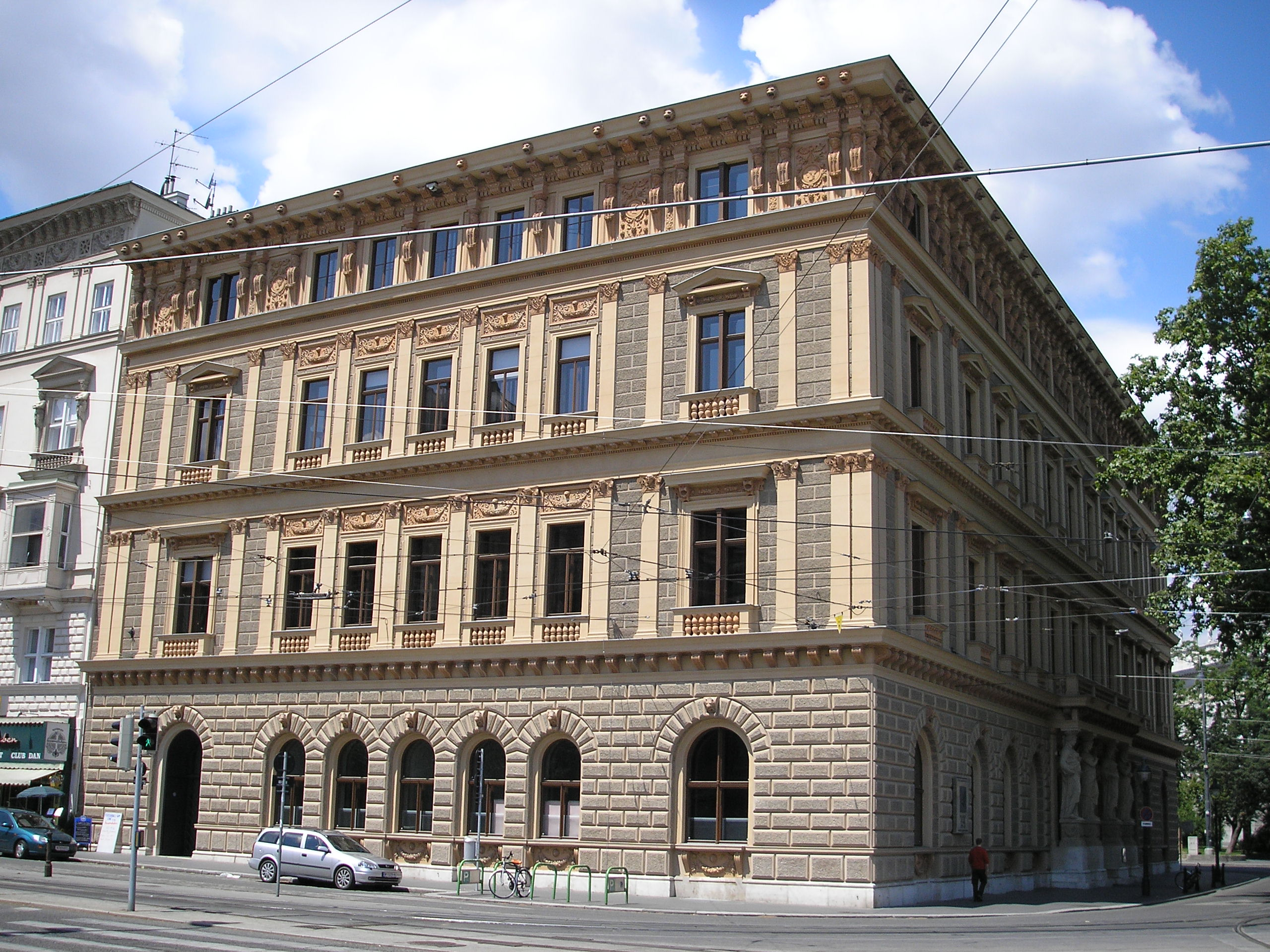
Palais Epstein, Dr.-Karl-Renner-Ring 1–3, Seitenansicht. 1922–1938 und 1958–2001 war es Sitz des Wiener Stadtschulrates

Seit März 2001 ist der Sitz der nunmehrigen Wiener Bildungsdirektion in der Wipplingerstraße 28 in Wien-Innere Stadt. Zuvor war dort der Landesschulrat für Niederösterreich untergebracht, der jedoch 1988 in die neue Landeshauptstadt St. Pölten übersiedelte. Die Übersiedlung in das große Gebäude brachte die Möglichkeit der Adaption und der Zusammenlegung der auf sechs Standorte in Wien verteilten Dienststellen des Stadtschulrates mit sich.
Zuvor hatte das Palais Epstein auf dem Dr.-Karl-Renner-Ring in der Zwischen- und Nachkriegszeit dem Wiener Stadtschulrat als Amtssitz gedient. Der Amtsführende Präsident ab 1922, Otto Glöckel, hatte sich im Roten Wien 1919–1934 als Schulreformer einen Namen gemacht.

## Geschichte
Der Stadtschulrat für Wien wurde mit dem am 10. November 1920 verfassungsrechtlich in Kraft getretenen Trennungsvorgang Wiens von Niederösterreich (siehe Trennungsgesetz) ermöglicht und mit Bundesgesetz vom 23. Februar 1922 errichtet. Bis dahin war der 1868 installierte Landesschulrat für Niederösterreich auch für das zum Land gehörende Wien zuständig.
Otto Glöckel, erster Amtsführender Präsident (damals auch Zweiter Präsident genannt) unter den Bürgermeistern Jakob Reumann und Karl Seitz, schuf auf Grund dieses Gesetzes eine Behörde, der für Wien alle Agenden des bisherigen Landes- und des Bezirksschulrats zukamen. Zuvor hatte er bereits auf gesamtstaatlicher Ebene für die Schulreform gewirkt. 1922–1934 konnte er in kaum verhüllter Gegnerschaft zum konservativen Bundesministerium für Unterricht im Rahmen der Wiener Schulreform viele Neuerungen durchsetzen. Er wollte Wien zur „Musterschulstadt“ gestalten.
Nach den zwei Diktaturen von 1934 bis 1945 wurde der Stadtschulrat wieder als demokratisches Organ errichtet.
In der Zweiten Republik waren
- Leopold Kunschak (1945)
- Leopold Zechner (1945–1960)
- Max Neugebauer (1960–1969)
- Hermann Schnell (1969–1980)
- Hans Matzenauer (1980–1992)
- Kurt Scholz (1992–2001)[8]
- Susanne Brandsteidl (2001–2015)
- Jürgen Czernohorszky (2015–2017)[9] und
- Heinrich Himmer (ab 2017, ab 2019 Bildungsdirektor; bis Juni 2024[3])
- Arno Langmeier (interimistisch, 2024–2025)[10]
- Elisabeth Fuchs (ab Februar 2025)[5]